# Antah
Antah é uma cidade e um município no distrito de Baran, no estado indiano de Rajastão.

## Demografia
Segundo o censo de 2001, Antah tinha uma população de 26,779 habitantes. Os indivíduos do sexo masculino constituem 52% da população e os do sexo feminino 48%. Antah tem uma taxa de literacia de 61%, superior à média nacional de 59.5%; com 62% para o sexo masculino e 38% para o sexo feminino. 17% da população está abaixo dos 6 anos de idade.